# Kåfjord (Kommune)
Kåfjord (nordsamisch Gáivuotna; kvenisch Kaivuono) ist eine Kommune im norwegischen Fylke Troms. Die Kommune hat 1955 Einwohner (Stand: 1. Januar 2025), viele von ihnen gehören dem Volk der Samen an. Verwaltungssitz ist die Ortschaft Olderdalen.

## Geografie

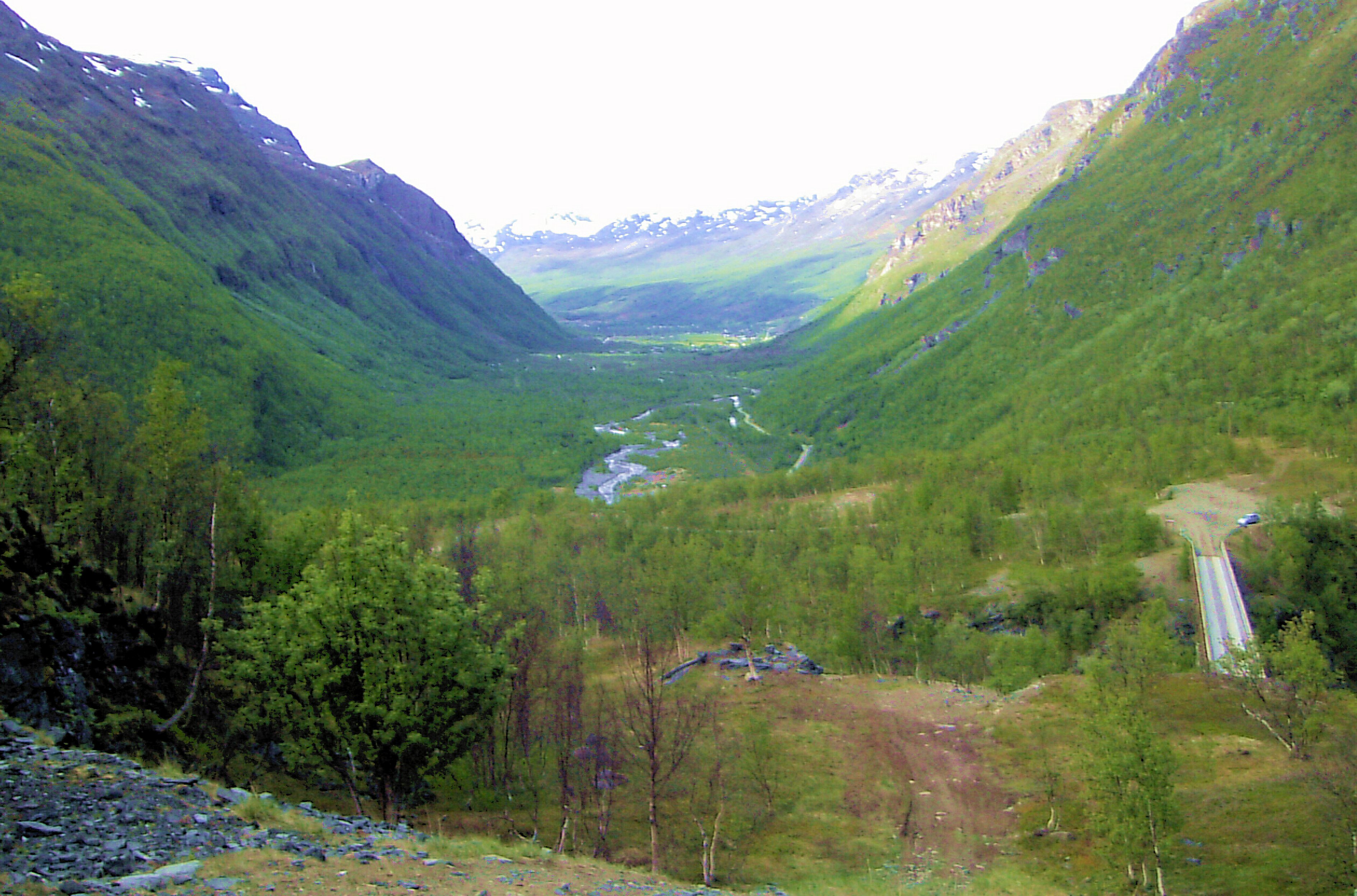
Blick auf das Kåfjorddalen

Kåfjord liegt in Nordnorwegen und reicht von der norwegischen Westküste bis nach Finnland. Die Gemeinde grenzt an Nordreisa im Norden und Nordosten sowie Storfjord im Süden. Des Weiteren verläuft im Lyngenfjord im Westen eine Grenze zur Kommune Lyngen. Die Südostgrenze der Kommune stellt zugleich die Landesgrenze zwischen Norwegen und Finnland dar. Auf finnischer Seite liegt die Gemeinde Enontekiö. Von Westen kommend schneidet sich der Kåfjord (nordsamisch: Gáivuotna), ein Nebenarm des Lyngenfjords, in das Land ein. Am inneren Ende des Kåfjords liegt die Ortschaft Birtavarre (auch Kåfjordbotn, nordsamisch Gáivuonbahta). Richtung Osten setzt das Tal Kåfjorddalen den Fjord fort. Im westlicheren Bereich des Kåfjords mündet der Fluss Manndalselva in das Meer. Der Fluss fließt zunächst aus Süden kommend durch das Tal Manndalen in Richtung des Fjords.
Kåfjord ist durch hohe Berge geprägt und in fast allen Gebieten der Gemeinde gibt es Erhebungen mit über 1000 moh. Diese sind mit zumeist steilen Tälern durchzogen. Die Erhebung Iisavárri (norwegisch: Isfjellet) im Süden des Kåfjords stellt mit einer Höhe von 1375,41 moh. den höchsten Punkt der Kommune Kåfjord dar. Im Südosten von Kåfjord liegt mit dem Guolášjávri ein See auf etwa 770 moh.

## Einwohner
Ursprünglich wurde das Gebiet nur von Samen bevölkert. Zu dieser Bevölkerung mischten sich Ende des 18. Jahrhunderts Einwanderer aus Finnland, sogenannte Kvenen. Etwas später kamen auch Norweger aus dem Süden dazu. Ein Großteil der Bevölkerung hat jedoch bis heute samische Vorfahren. Bis etwa 1970 stieg die Zahl der Einwohner Kåfjords an und erreichte etwa 3400 Einwohner. Anschließend begann die Zahl zu sinken. Die Bevölkerung verteilt sich heute vor allem auf die Küste des Lyngenfjords sowie die beiden Täler Kåfjorddalen und Manndalen. In der Gemeinde liegen zwei sogenannte Tettsteder, also zwei Ansiedlungen, die für statistische Zwecke als eine Ortschaft gewertet werden. Diese sind Olderdalen mit 305 und Kåfjordbotn mit 228 Einwohnern (Stand: 1. Januar 2024).
Offizielle Schriftsprache ist Bokmål, also die weiter verbreitete der beiden norwegischen Sprachformen. Da Kåfjord Teil des samischen Verwaltungsgebiets ist, ist die norwegische Sprache dem Samischen gleichgestellt. Die Einwohner haben folglich unter anderem einen Anspruch darauf, die Kommunikation mit öffentlichen Organen in einer samischen Sprache laufen zu lassen.
| Jahr          | 1986 | 1990 | 1995 | 2000 | 2005 | 2010 | 2015 | 2020 | 2025 |
| ------------- | ---- | ---- | ---- | ---- | ---- | ---- | ---- | ---- | ---- |
| Einwohnerzahl | 2944 | 2819 | 2677 | 2369 | 2288 | 2207 | 2182 | 2071 | 1955 |

## Geschichte und Kultur

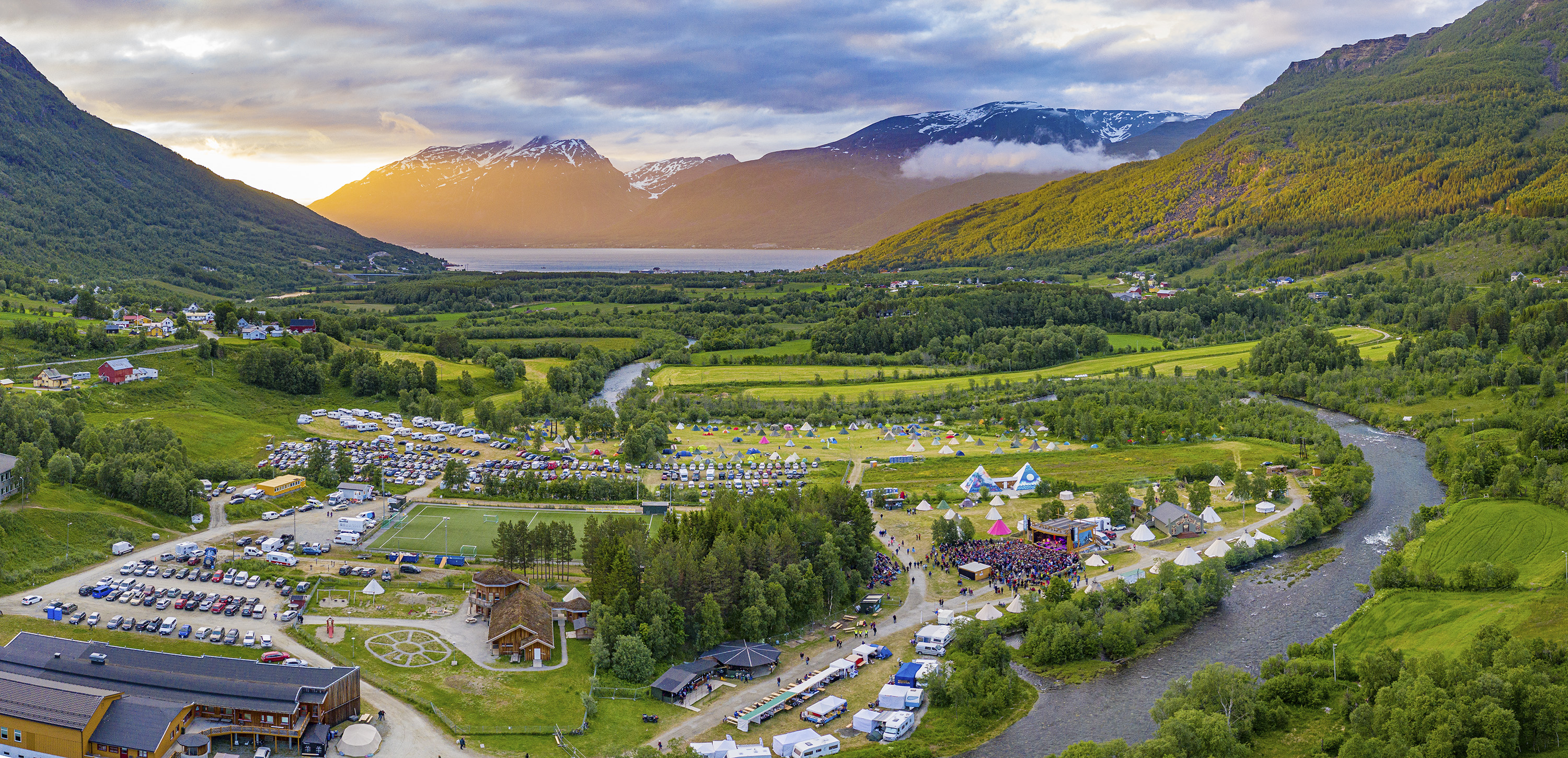
Luftbild vom Riddu Riđđu 2019

Die Kommune Kåfjord entstand 1929, als sie gemeinsam mit Storfjord von Lyngen abgespalten wurde. Die neue Gemeinde Kåfjord hatte zu diesem Zeitpunkt 2482 Einwohner, Storfjord hatte 1499 und Lyngen verblieb mit 2225 Personen. Zum 1. Januar 1992 wurde ein von 38 Personen bewohntes Gebiet von Lyngen an Kåfjord überführt. Am 2. Mai 1994 erhielt Kåfjord einen norwegisch-samischen Gemeindenamen, nämlich „Gáivuotna-Kåfjord“. Später folgte mit „Gáivuotna-Kåfjord-Kaivuono“ ein samisch-norwegisch-kvenischer Name.
Im Jahr 1722 wurde in Kåfjord die erste Kapelle errichtet. Sie diente als Missionsort, mit dem Ziel, die samische Bevölkerung zum Christentum zu bringen. Im Jahr 1949 erhielt die Kommune mit der Kåfjord kirke schließlich ihre erste Kirche.
Das Gebiet um die Ortschaft Manndalen (Olmmáivággi) ist bekannt für seine samischen Handwerkstraditionen, vor allem im Bereich der Weberei. In dem Ort wird mittlerweile jährlich das von samischer Kultur geprägte Ethnofestival Riddu Riđđu veranstaltet.

## Wirtschaft und Infrastruktur

### Verkehr

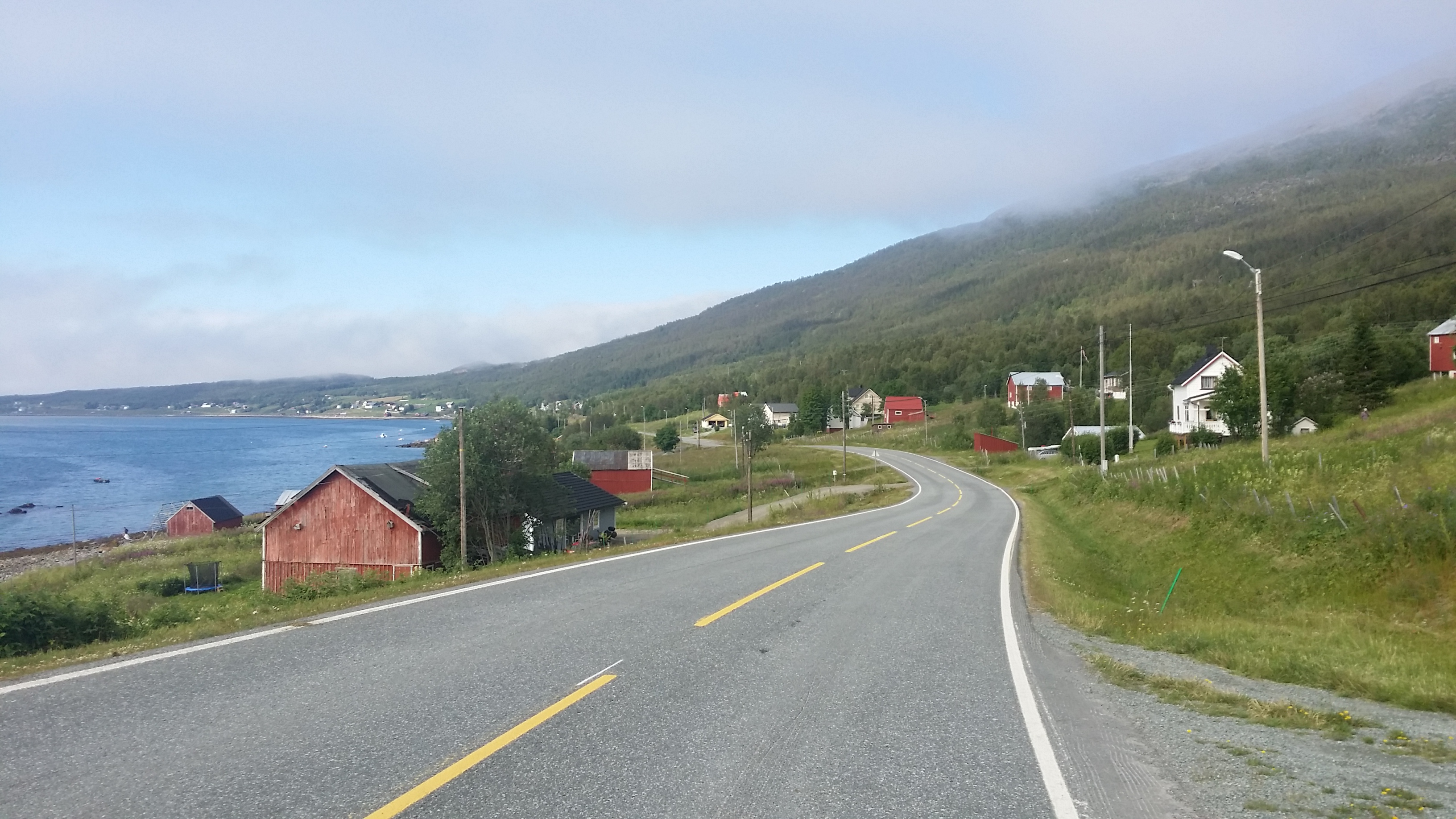
E6 im Norden der Kommune

Durch die Kommune führt die Europastraße 6 (E6). Diese verläuft im Süden zunächst an der Küste des Lyngenfjords und führt dann entlang der Südküste des Kåfjords weiter in den Osten. Am Fjordinneren führt die E6 an der Nordküste erneut an den Westen und zurück an die Küste des Lyngenfjords, wo sie weiter in den Norden Richtung Nordreisa verläuft. Auf der E6-Strecke in Kåfjord liegen mehrere Straßentunnel. Zu diesen zählt der Isfjelltunnel. Von der Ortschaft Olderdalen an der Nordseite des Kåfjords führt eine Autofähre über den Lyngenfjord in den Westen und stellt die Verbindung zum Fylkesvei 91 in der Kommune Lyngen her. Dieser führt von dort weiter nach Tromsø.

### Wirtschaft
Für die Lokalwirtschaft ist sowohl die Fischerei als auch die Landwirtschaft von Bedeutung, diese ist allerdings rückläufig. Teilweise werden die beiden Tätigkeiten kombiniert, mit der Zeit begann die Kombination von Landwirtschaft mit Dienstleistungsgewerbe sich zu verbreiten. Es werden vor allem Rinder und Schafe, aber auch Ziegen gehalten. Wichtiges Gebiet für die Landwirte der Kommune ist das Tal Manndalen. Keine große Bedeutung hat für die Kåfjord die Industrie und nur ein kleiner Bruchteil der Arbeitsplätze sind in ihr zu verorten. Im Jahr 2020 arbeiteten von etwa 920 Arbeitstätigen zirka 630 in Kåfjord selbst, 112 weitere waren in Tromsø tätig. Der Rest verteilte sich auf Kommunen wie Nordreisa und Storfjord.

## Name und Wappen
Das seit 1989 offizielle Wappen der Kommune zeigt ein silbernes Spinnrad auf rotem Hintergrund. Das Wappen soll die traditionelle Handwerkskunst symbolisieren. Die Herkunft des Gemeindenamens ist nicht genau gesichert. Der norwegische Name stammt möglicherweise vom altnordischen Namen *Kofafjǫrðr, wobei sich der erste Wortbestandteil auf das Wort kofi (deutsch: „kleiner Raum“) beziehen soll.

## Persönlichkeiten
- Jan Lindvall (* 1950), Skilangläufer